# Ovidiu Petre
Ovidiu Petre (* 22. März 1982 in Bukarest) ist ein ehemaliger rumänischer Fußballspieler. Er bestritt insgesamt 230 Spiele in der rumänischen Liga 1, der türkischen Süper Lig und der saudi-arabischen Professional League.

## Vereinskarriere
Petre startete 1999 seine Karriere beim FC Național Bukarest, bei dem er auch schon in der Jugend zum Einsatz kam. Am 22. April 2000 gab sein Debüt in der Divizia A gegen Rapid Bukarest, welches Rapid mit 3:2 gewann. 2003 unterschrieb Petre einen Vertrag bei Galatasaray Istanbul. Sein Debüt in der Süper Lig gab er gegen Konyaspor, welches man 1:0 verlor. Er wechselte für ca. 700.000 Euro zu Galatasaray. Er bestritt 27 Spiele für Galatasaray und erzielte dabei 1 Tor. Im Januar 2005 wechselte er wieder nach Rumänien zum FCU Politehnica Timișoara. Timișoara überweiste für ihn ca. 200.000 Euro. Insgesamt lief Petre 33 mal für Timișoara auf und erzielte dabei 5 Tore. 2006 wechselte er zu Steaua Bukarest. Steaua bezahlte für den defensiven Mittelfeldspieler ca. 1,5 Mio. Euro. Im Sommer 2010 nahm ihn Al-Nasr in Saudi-Arabien unter Vertrag. Nach einem Jahr kehrte Petre nach Europa zurück und heuerte beim italienischen Zweitligisten FC Modena an. Im Sommer 2012 trennten sich die Wege wieder und er war ein halbes Jahr ohne Verein, ehe ihn im Januar 2013 der damalige Zweitligist ACS Poli Timișoara unter Vertrag nahm. Mit Poli stieg er am Ende der Spielzeit 2012/13 in die Liga 1 auf. Er musste mit seinem Team am Ende der Saison 2013/14 sofort wieder absteigen. Nach dem Wiederaufstieg beendete er im Sommer 2015 seine Laufbahn.

## Nationalmannschaft
Petre bestritt 2002 gegen Polen sein erstes Länderspiel, welches Rumänien 2:1 gewann.

## Erfolge
- Rumänischer Vizemeister: 2002, 2007, 2008
- Rumänischer Pokal-Finalist: 2003
- Aufstieg in die Liga 1: 2013, 2015